# Hainaut Volley 2013-2014
Questa voce raccoglie le informazioni riguardanti l'Hainaut Volley nelle competizioni ufficiali della stagione 2013-2014.

## Organigramma societario
Area direttiva
- Presidente: Gérard Loisel e Bruno Guislain

Area tecnica
- Allenatore: Badis Oukarache
- Allenatore in seconda: Félix André

## Rosa
| N° | Nome              | Ruolo | Data di nascita  | Nazionalità sportiva |
| -- | ----------------- | ----- | ---------------- | -------------------- |
| 1  | Ludmilla Lican    | S/O   | 5 febbraio 1990  | Francia              |
| 2  | Maja Burazer      | S/O   | 20 marzo 1988    | Croazia              |
| 3  | Julie Lenglemez   | L     | 3 giugno 1994    | Francia              |
| 4  | Micheli Tomazela  | C     | 28 marzo 1984    | Brasile              |
| 5  | Alison Landwehr   | P     | 6 ottobre 1990   | Stati Uniti          |
| 7  | Astrid Souply     | S     | 11 gennaio 1994  | Francia              |
| 10 | Johanna Vieira    | L     | 19 dicembre 1987 | Svezia               |
| 11 | Nataša Ševarika   | S/O   | 27 gennaio 1988  | Serbia               |
| 15 | Ana Correa        | C     | 19 gennaio 1985  | Spagna               |
| 16 | Martina Jelínková | P     | 1º marzo 1989    | Rep. Ceca            |
| 17 | Lydia Oulmou      | C     | 2 febbraio 1986  | Algeria              |